# 세화문화재단
세화문화재단은 공연을 통해 삶의 질을 향상시키는데 기여하기 위한 예술단체를 운영하고 작품개발 및 출판에 이르는 전 과정을 체계적으로 접근하여 우리 공연예술의 세계화에 이바지하고자 2001년 12월 8일 설립된 문화체육관광부 소관의 재단법인이다. .

## 주요 사업
- 대한민국 청소년 뮤지컬 페스티벌 개최
- 아름다운 세계 예술 축제 개최
- 환상소극장 운영
- 예술단 지원
- 국제 문화 교류
- 평화문화포럼 개최
- 문화예술아카데미 운영